# Lalizolle
Lalizolle település Franciaországban, Allier megyében. Lakosainak száma 407 fő (2022. január 1.). Lalizolle Bellenaves, Chouvigny, Coutansouze, Ébreuil, Échassières, Nades, Sussat és Veauce községekkel határos.

## Népesség
A település népességének változása:
| Lakosok száma | 525  | 375  | 347  | 361  | 342  | 336  | 380  | 407  | 412  | 407  |
|               | 1968 | 1982 | 1990 | 2006 | 2013 | 2015 | 2017 | 2019 | 2020 | 2022 |